# Chocimi csata (1621)
További jelentéseket lásd a Chocimi csata egyértelműsítő oldalon
Az 1621-es chocimi csata a moldvai lengyel–török háború döntő ütközete, melyet a mai Hotin mellett vívtak. Ugyan lengyel-kozák győzelemmel zárult, de mindkét fél súlyos veszteségeket szenvedett el az egy hónapig tartó összecsapás során.

## A csata
Még tartott az 1617–29-es svéd-lengyel háború, mikor a nemesi köztársaság megpróbálkozott Moldva és Havasalföld elfoglalásával. A Stanisław Żółkiewski vezetésével Moldvára törő lengyel hadakat a cecorai ütközetben a török, tatár, havasalföldi és moldvai csapatok leverték, s  Żółkiewski is odaveszett. A következő évben a szultán, II. Oszmán személyesen vezette seregeit (150 ezer főt is meghaladhatta), s amelyben mintegy 17 ezer tatár és 13 ezer havasalföldi és moldvai katona is volt. Jan Karol Chodkiewicz litvániai és Petro Konasevics-Szahajdacsnij kozák hetman irányította lengyel–litván–ukrán–kozák seregek (65-70 ezer fő) ellene álltak és Chocimnál (ma: Hotin, Ukrajna), s súlyos harc árán föltartóztatták 1621. szeptember 2-án, majd október 9-én. A törökök számára túl késői időpont és a súlyos veszteségek miatt, melyet a Nemzetközösség által védett Chocim erődítményei elleni sikertelen támadások okoztak, az oszmánok feladták az ostromot, és a csata patthelyzettel zárult, ami a szerződésben is tükröződik, ahol egyes szakaszok az oszmánoknak, míg mások a Nemzetközösségnek kedveznek. Chodkiewicz 1621. szeptember 24-én halt meg, nem sokkal a törökökkel kötött szerződés megkötése előtt.